# Cremona Challenger 2011
Il Cremona Challenger 2011, noto anche come Trofeo Paolo Corazzi, è stato un torneo professionistico di tennis maschile giocato sul cemento. È stata l'8ª edizione del torneo, che fa parte dell'ATP Challenger Tour nell'ambito dell'ATP Challenger Tour 2011. Si è giocato a Cremona in Italia dal 16 al 21 maggio 2011.

## Partecipanti

### Teste di serie
| Nazionalità | Giocatore        | Ranking* | Testa di serie |
| ----------- | ---------------- | -------- | -------------- |
| Russia      | Igor' Kunicyn    | 85       | 1              |
| Germania    | Rainer Schüttler | 100      | 2              |
| Slovacchia  | Karol Beck       | 128      | 3              |
| Australia   | Matthew Ebden    | 184      | 4              |
| Ungheria    | Ádám Kellner     | 222      | 5              |
| Portogallo  | João Sousa       | 236      | 5              |
| Australia   | John Millman     | 251      | 7              |
| Italia      | Stefano Galvani  | 255      | 8              |

- Ranking al 9 maggio 2011.

### Altri partecipanti
Giocatori che hanno ricevuto una wild card:
- Federico Gaio
- Laurynas Grigelis
- Giuseppe Menga
- Walter Trusendi

Giocatori che sono passati dalle qualificazioni:
- Richard Bloomfield
- Pierre-Ludovic Duclos
- Roko Karanušić
- Alexander Sadecky (Lucky Loser)
- Phillip Simmonds

## Campioni

### Singolare
Igor' Kunicyn ha battuto in finale  Rainer Schüttler con il punteggio di 6–2, 7–6(2)

### Doppio
Treat Conrad Huey /  Purav Raja hanno battuto in finale  Tomasz Bednarek /  Mateusz Kowalczyk con il punteggio di 6–1, 6–2